# Réserve naturelle marine de l'Extrême-Orient
La Réserve naturelle marine de l'Extrême-Orient (en russe : Дальневосточный морской заповедник ; Dalnyevastochnyy marskoy zapavyednik) est la première réserve marine russe, couvrant de grandes surfaces maritimes et 30 îles du Golfe de Pierre-le-Grand, du côté ouest de la mer du Japon. Elle possède le plus haut niveau de protection de l'environnement en tant que « zapovednik » fédéral (réserve écologique stricte). Il existe quatre zones distinctes avec des régimes biologiques et de protection différents, couvrant 63 000 ha de la zone maritime, des terres supplémentaires sur les îles incluses, une bande de conservation de 500 mètres de littoral le long de la zone marine et une zone tampon de conservation à l'intérieur des terres sur une largeur d'environ cinq kilomètres. La réserve est située sur la côte continentale au sud de Vladivostok en Extrême-Orient russe. Le district administratif est le district de Khasansky du kraï du Primorié. Elle a été officiellement créée en 1978,. La réserve fait partie de la Réserve de biosphère du MAB de la « Réserve d'Extrême-Orient » de l'UNESCO, réputée pour sa protection de la biodiversité marine, et en tant que zone de repeuplement pour les pêches en haute mer.

## Topographie
La réserve marine d'Extrême-Orient couvre environ 10% de la superficie totale du Golfe de Pierre le Grand. La profondeur de l'eau est en moyenne de 60 à 70 mètres dans la région et les marées en moyenne d'environ 0,5 mètre. Les eaux de la réserve sont d'une grande transparence et pureté, en raison des modèles de circulation dans le golfe. La réserve est divisée en quatre secteurs : 
- Section Est (45 000 ha d'eau, 800 ha de terre). Le secteur Est, le plus important de la réserve, est situé à 70 km au sud-ouest de Vladivostok. Il comprend la Grande île de Peilz (ru: Большой Пелис), avec une superficie de 3,6 km2. L'île a peu d'arbres, couverte principalement d'herbes et d'arbustes.
- Section Sud (15 000 ha d'eau, 200 ha de terre). Le secteur sud est la principale zone de recherche scientifique de la réserve. Il possède de nombreuses baies et caps et est utilisé pour l'étude de la restauration d'espèces individuelles et de communautés biologiques.
- Section Ouest (3000 ha d'eau). Le secteur ouest comprend des baies et des zones désignées pour l'aquaculture expérimentale : environ 100 hectares ont été réservés comme pépinière pour collecter les larves et faire pousser des pétoncles juvéniles pour reconstituer les populations naturelles.
- Section Nord (216 ha). Couvre la partie sud de l'île Popov. Le centre d'excursions et d'exposition de la réserve se trouve sur l'île de Popov. Administrativement, ce secteur se situe dans le district Pervomaisky de Vladivostok.

Étant une réserve marine, la plupart des efforts scientifiques portent sur l'écologie des mers, mais il y a aussi des îles et des zones tampons côtières qui présentent un paysage de falaises, de caps rocheux, de petites péninsules et de baies. À l'intérieur de la côte se trouvent des forêts de conifères et de feuillus.

## Climat et écorégion
La réserve marine d'Extrême-Orient est située dans l'écorégion maritime de la mer du Japon, délimitée par l'Asie, le Japon et les îles Sakhaline. La réserve  se trouve sur la côte ouest au centre. La mer du Japon est distincte de l'océan Pacifique, avec une salinité plus faible, des niveaux plus élevés d'oxygène dissous, un mouvement de marée relativement faible et une faible contribution de l'eau des rivières (moins de 1% des eaux du golfe). Elle se trouve également dans la zone de rencontre des eaux boréales au nord et des eaux tropicales au sud. Grâce à ces caractéristiques, la région a une biodiversité très riche. Les terres côtières et les parties terrestres des îles se trouvent dans l'écorégion des forêts mixtes de Mandchourie.
Le climat continental humide (Classification de Köppen Dwb ) domine la réserve. Ce climat est caractérisé par une forte variation de températures, à la fois quotidienne et saisonnière; avec des hivers secs et des étés frais,. Le climat dans le golfe est en outre caractérisé par des conditions de mousson, des régimes de précipitations inégaux, du brouillard, des rafales et des vents variables selon les saisons (nord-ouest en hiver, sud-est en été). Certaines baies du golfe gèlent en hiver, mais la glace est instable. La température moyenne de l'air en janvier est de 11 °C et 21 °C en août.
La température de l'eau dans le golfe varie de - 1.8 °C en janvier à 21 °C en août. La température de l'eau est donc similaire aux eaux arctiques en hiver, mais subtropicale en été.

## Faune et flore
Les eaux côtières se divisent en trois étages principaux : le supralittoral, l'intertidal et le subtidal. L'étage supralittoral, ou zone d'éclaboussure, couvre la zone au-dessus de la ligne de marée haute ; dans la réserve, c'est principalement une région où vivent les algues, les petits crustacés et certains coléoptères. L'étage intertidal de la réserve est affectée par des températures chaudes en été, mais subit la glace et les tempêtes en hiver, de sorte que les créatures vivantes doivent se réfugier dans les fissures et les zones abritées. L'étage subtidal de la réserve, jusqu'à 200 mètres, est la zone marine la plus riche biologiquement. Les scientifiques de la Réserve marine d'Extrême-Orient ont recensé 200 espèces de macroalgues, 200 de poissons, 300 de mollusques, plus de 200 de vers marins et environ 100 espèces de crustacés,.
Pour les oiseaux, la région est la plus riche de Russie - avec plus de 340 espèces recensées. L'île de Great Pliez possède certaines des plus grandes assemblées de cormorans japonais et de goélands à queue noire. La réserve se trouve sur la voie de migration d'Extrême-Orient pour les oiseaux migrateurs. Le golfe est également connu pour ses invertébrés marins, notamment le concombre, le crabe et la pieuvre géante. Le petit rorqual, les dauphins et les orques migrent dans le golfe.

## Sensibilisation et accès
En tant que réserve naturelle stricte, la réserve de Dalnevostochny Morskoy est principalement fermée au grand public, bien que les scientifiques et ceux qui ont des objectifs d'éducation environnementale puissent prendre des dispositions avec la direction du parc pour des visites. Des opérateurs d'écotourisme sont disponibles pour offrir des excursions guidées en mer dans certaines parties du territoire. Le bureau principal se trouve dans la ville de Vladivostok.